# 大衛·史密斯 (業餘數學家)

大衛·史密斯發現的一種不重複且只使用一種形狀的平鋪法。

大衛·史密斯（英語：David Smith）是一名業餘數學家，是英國布里德靈頓的退休印刷技師，他最著名的發現是與幫助解決愛因斯坦問題的非週期性單質有關的發現。

## 愛因斯坦地磚

### 初步發現
2022年11月，史密斯在使用一款名為「PolyForm Puzzle Solver」的軟體實驗不同形狀時，發現了一個13邊形的多邊形。在使用硬紙板進行進一步實驗後，他意識到這種形狀似乎是棋盤格狀的，但似乎並沒有實現規則的模式。

### 聯繫專家
史密斯聯繫滑鐵盧大學的克雷格·S·卡普蘭，提醒他可能發現了一種非週期性單質。他們給這種新發現的形狀起了個綽號叫「帽子」，因為它很像一頂費多拉帽。卡普蘭接著進一步檢查多面體的形狀。在此期間，史密斯告訴卡普蘭，他發現了另一種形狀，他暱稱為「烏龜」，似乎具有相同的非週期性平鋪特性。
2023年1月中旬，卡普蘭邀請劍橋大學的軟體開發人員約瑟夫·塞繆爾·邁爾斯（Joseph Samuel Myers）和阿肯色大學的數學家查姆·古德曼-施特勞斯幫助完成證明。邁爾斯意識到「帽子」和「烏龜」實際上是同一連續體形狀的一部分，它們具有相同的非週期性平鋪特性，但邊長各不相同。

### 出版與進一步校對
研究小組於2023年3月在一篇名為《非週期性單斜面》的預印本論文中發表他們的證明。
史密斯在論文發表後不到一周就給卡普蘭發了電子郵件，告知他一種新形狀的明顯特徵。這個被暱稱為「幽靈」的形狀，是在研究小組發表在論文中的形狀光譜的中點被發現的。它是形狀光譜中的一個反常現象，因為當它與自己的反射平鋪在一起時，會產生一種週期性的圖案。然而史密斯發現，在沒有反射的情況下，它也會產生非週期性圖案。
研究小組努力證明「幽靈」的手性非週期性平鋪特性，並於2023年5月發表了一篇預印本論文。

## 外部連結
- An aperiodic monotile （页面存档备份，存于） by Smith, Myers, Kaplan, and Goodman-Strauss.